# 2000年夏季残疾人奥林匹克运动会泰国代表团
2000年夏季残疾人奥林匹克运动会泰国代表团是泰国派出的2000年夏季残疾人奥林匹克运动会代表团。获得5枚金牌、4枚银牌和2枚铜牌。